# Tierra y Libertad (Rusia)

El logo de Zemlyá i Volya.

Tierra y Libertad o Zemlyá i Volya (en ruso: Земля и Воля) fue una organización revolucionaria clandestina rusa nacida en 1861, y que existió hasta 1864. Uno de sus objetivos era la preparación de una revolución campesina. Entre sus organizadores, estaba N.N. Óbruchev (Н. Н. Обручев), S.S. Rymarenko (С. С. Рымаренко) entre otros.
Las bases programáticas se realizaron con las ideas de Aleksandr Herzen (Герцен) y Nikolái Ogariov (Огарёв). Uno de los más importantes objetivos de la organización fue la convocatoria de un congreso del pueblo sin distinción de clases.

## Historia
La organización surgió al principio como la agrupación poco cohesionada de grupos afines al ideal populista a comienzos de la década de 1860. Pronto fue diezmada por los arrestos de la policía zarista pero sobrevivió con el surgimiento de grupos de exiliados y nuevos dirigentes.
Desaparecida la organización, nuevamente resurgió en 1876 como una organización populista mejor organizada, que incluía como miembros a A.D. Mijáilov (А. Д. Михайлов) o G.V. Plejánov (Г. В. Плеханов), D.A. Lizogub (Д. А. Лизогуб), incorporándose más adelante S.M. Kravchinski (С. М. Кравчинский), N.A. Morózov (Н. А. Морозов), S.L. Peróvskaya (С. Л. Перовская) y L.A. Tijomírov (Л. А. Тихомиров). El grupo central contaba con unos veinticinco miembros, pero la organización tenía además otros grupos en ciudades de provincias. Desde estos centros, estudiantes, maestros, médicos, funcionarios de los zemstvos y otros intelectuales partían a agitar a los campesinos de los alrededores.
En octubre de 1878, comenzó a imprimirse una publicación con el nombre de la organización, impresa en el extranjero e introducida en Rusia ilegalmente. Para entonces comenzaban anotarse tensiones en el seno de la agrupación que llevaron a su disolución al año siguiente: la falta de resultados de la agitación en el campo, las acciones represivas del poder y el creciente número de partidarios del terrorismo como instrumento de enfrentamiento con el Gobierno hicieron que se formase una división entre estos y los contrarios a que la organización se concentrase principalmente en las acciones terroristas.
La organización existió hasta 1879, para luego disolverse. El ala terrorista formó una nueva organización, Naródnaya Volya, mientras que la rama populista se organizó en la Repartición Negra (Чёрный Передел).